# Jean-Ernest Ier de Saxe-Weimar
Pour les articles homonymes, voir Jean-Ernest.
Jean-Ernest Ier (21 février 1594, Altenbourg – 6 décembre 1626, Sankt Martin) est duc de Saxe-Weimar de 1605 à 1620.
Fils aîné du duc Jean II et de Dorothée-Marie d'Anhalt, il succède à son père à sa mort. Il devient majeur en 1615 et prend en main le gouvernement du duché, ainsi que la garde de ses jeunes frères. Il rallie l'électeur palatin élu roi de Bohême Frédéric V et refuse de se soumettre à l'empereur Ferdinand II après la défaite de la Montagne Blanche. Il est par conséquent dépouillé de ses titres, et son frère cadet Guillaume assure la régence du duché.
Après la perte de son titre, Jean-Ernest combat dans les armées néerlandaise et danoise. Passé au service d'Ernst von Mansfeld, il meurt de ses blessures en Hongrie en 1626.